# ГЕС Байхетань
ГЕС Байхетань (кит.: 白鹤滩水电站) — гідроелектростанція,  у центральній частині Китаю в провінції Юньнань. Знаходячись між ГЕС Удунде (вище по течії) та ГЕС Сілоду, входить до складу каскаду на одній з найбільших річок світу Янцзи (розташовується на ділянці її верхньої течії, що має назву Цзиньша).
Введено в експлуатацію 20 грудня 2022 року
У межах проєкту річку перекрили бетонною арковою греблею висотою 289 метрів, довжиною 209 метрів та товщиною від 14 (по гребеню) до 95 (по основі) метрів. Вона утримує водосховище з об'ємом 20,6 млрд м3 (корисний об'єм для виробництва електроенергії 10,4 млрд м3, для протиповеневих заходів — 7,5 млрд млн м3) та припустимим коливанням рівня поверхні в операційному режимі між позначками 765 та 825 метрів НРМ.
Біля греблі по обох берегах річки облаштували підземні машинні зали, кожен з яких обладнано вісьмома турбінами типу Френсіс потужністю по 1000 МВт. Разом вони забезпечують виробництво 60,2 млрд кВт·год електроенергії на рік.